# Joyanti Chutia
Joyanti Chutia (1948) es una física india. Fue de las primeras mujeres que ha dirigido instituciones científicas en la India cuando se convirtió en la Directora del Instituto de Estudios Avanzados de Ciencia y Tecnología en Guwahati, Assam, la principal institución de investigación del noroeste de la India. Es una fellow de la Academia Nacional de Ciencias de la India. Es Científica Emérita en el Departamento de Ciencia y Tecnología del Gobierno de la India.

## Carrera
Joyanti comenzó a interesarse en la Física cuando era una estudiante en el Cotton College en Assam. Tras terminar su fellowship otorgado por el Gobierno de Japón en 1988 para trabajar en el Laboratorio de Plasma de la Agencia Japonesa de Exploración Aeroespacial, Tokio, en 2005 se convirtió en la Directora del Instituto de Estudios Avanzados de Ciencia y Tecnología.